# Harry Harryan
Karl Alfred Harry Harryan, ursprungligen Andersson, född 25 april 1895 i Stockholm, död 14 mars 1948 i Stockholm, var en svensk tecknare och grafiker.

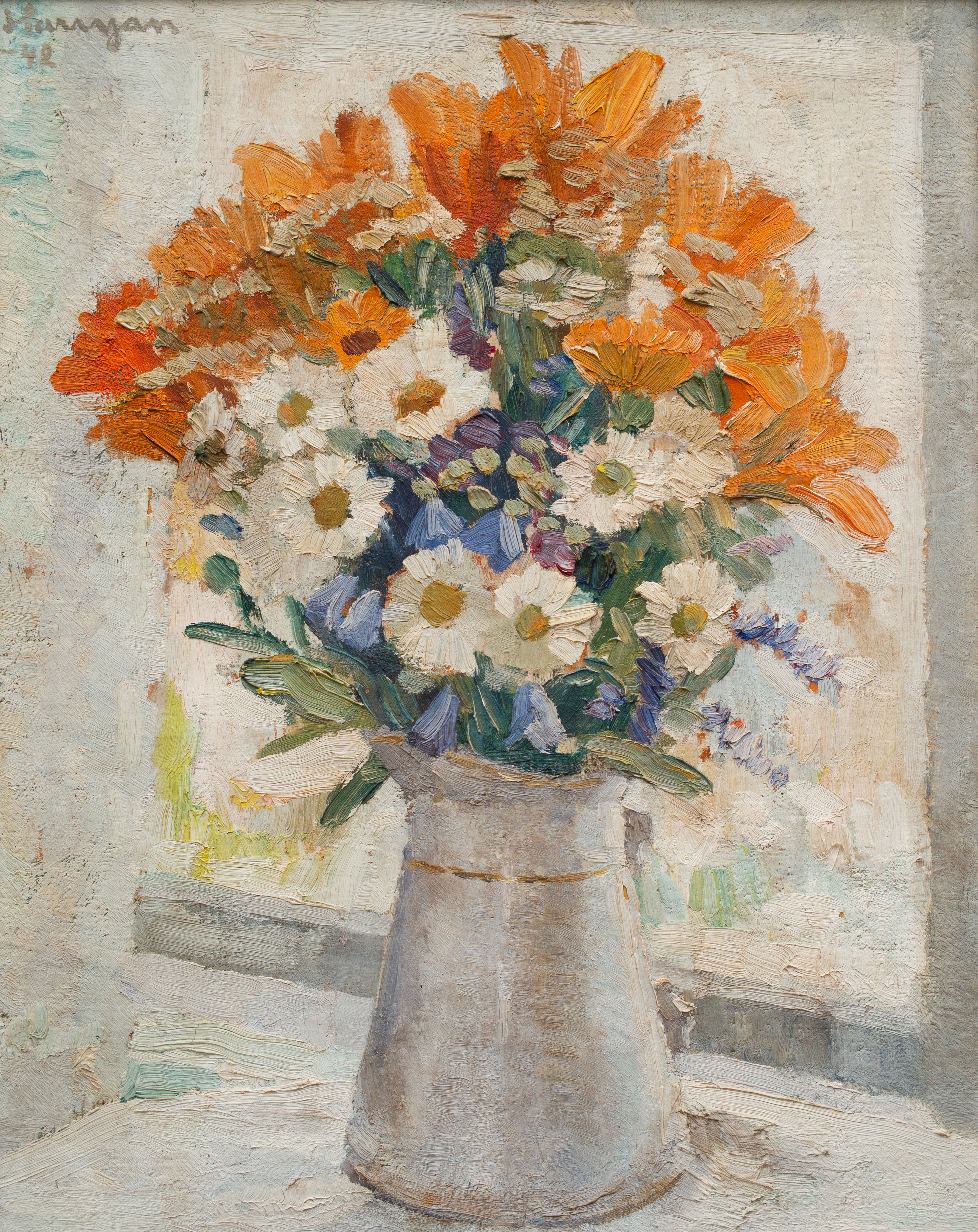
Blomsterstilleben, 1942

Han var son till skomakaren Johan Alfred Andersson och Gabriella Kristina (Elin) Karlsson samt från 1933 gift med Karin Olbers. Harryan studerade vid Tekniska skolan i Stockholm 1909–1912 och för Carl Wilhelmson 1912–1915 samt under studieresor till Paris och England. Som Ester Lindahl-stipendiat besökte han Frankrike och Italien 1926–1927. Separat ställde han ut i Stockholm ett flertal gånger 1928–1945 och han medverkade i samlingsutställningar med Svenska konstnärernas förening, Grafiska sällskapet och Riksförbundet för bildande konst. En minnesutställning med hans konst visades på Färg och Form i Stockholm 1949 samt i Eskilstuna och Västerås 1951. Han började sin konstnärsbana 1914 med motiv ur vardagslivet och porträtt i olja. Efter studierna i Paris tog han intryck av Cézanne och Manet så konsten kom mer att gå i den impressionistiska stilen. Hans senare konst består av en rad Stockholmsmotiv, industrimotiv med figurer och porträtt bland annat av Ture Nerman. Harryan är representerad vid Nationalmuseum, Moderna museet, Gripsholms slott, Östersunds museum, Nyköpings konstmuseum och Eskilstuna konstmuseum.